# Penalty by Perception
Penalty by Perception – ósmy album studyjny thrash metalowego zespołu Artillery wydany 25 marca 2016 roku przez wytwórnię Metal Blade Records.
Nagrano dwa teledyski do utworów: Live by the Scythe i When the Magic Is Gone.

## Lista utworów
1. „In Defiance of Conformity” – 5:45
2. „Live by the Scythe” – 5:03
3. „Penalty by Perception” – 4:58
4. „Mercy of Ignorance” – 3:48
5. „Rites of War” – 4:20
6. „Sin of Innocence” – 5:14
7. „When the Magic Is Gone” – 4:32
8. „Cosmic Brain” – 4:34
9. „Deity Machine” – 4:55
10. „Path of the Atheist” – 4:47
11. „Welcome to the Mindfactory” – 5:44
12. „Liberty of Defeat” – 5:17 (utwór dodatkowy w limitowanej edycji albumu)

## Twórcy
| Artillery w składzie - Michael Bastholm Dahl – wokal - Michael Stützer – gitara, wokal wspierający - Morten Stützer – gitara, gitara Dobro, wokal wspierający - Peter Thorslund – gitara basowa, wokal wspierający - Josua Madsen – perkusja, instrumenty perkusyjne, wokal wspierający Personel - Søren Andersen – producent, realizacja nagrań, miksowanie, mastering - John Mortenson (Johnsson) – zdjęcia - Marc N. – projekt graficzny, projekt graficzny | Gościnnie - Hank Shermann – gitara prowadząca (8) - Michael Denner – gitara prowadząca (8) - Morten Sandager – pianino, instrumenty klawiszowe (7) - Rune Gangelhof – gitara prowadząca (9) |